# Pivaloylgroep

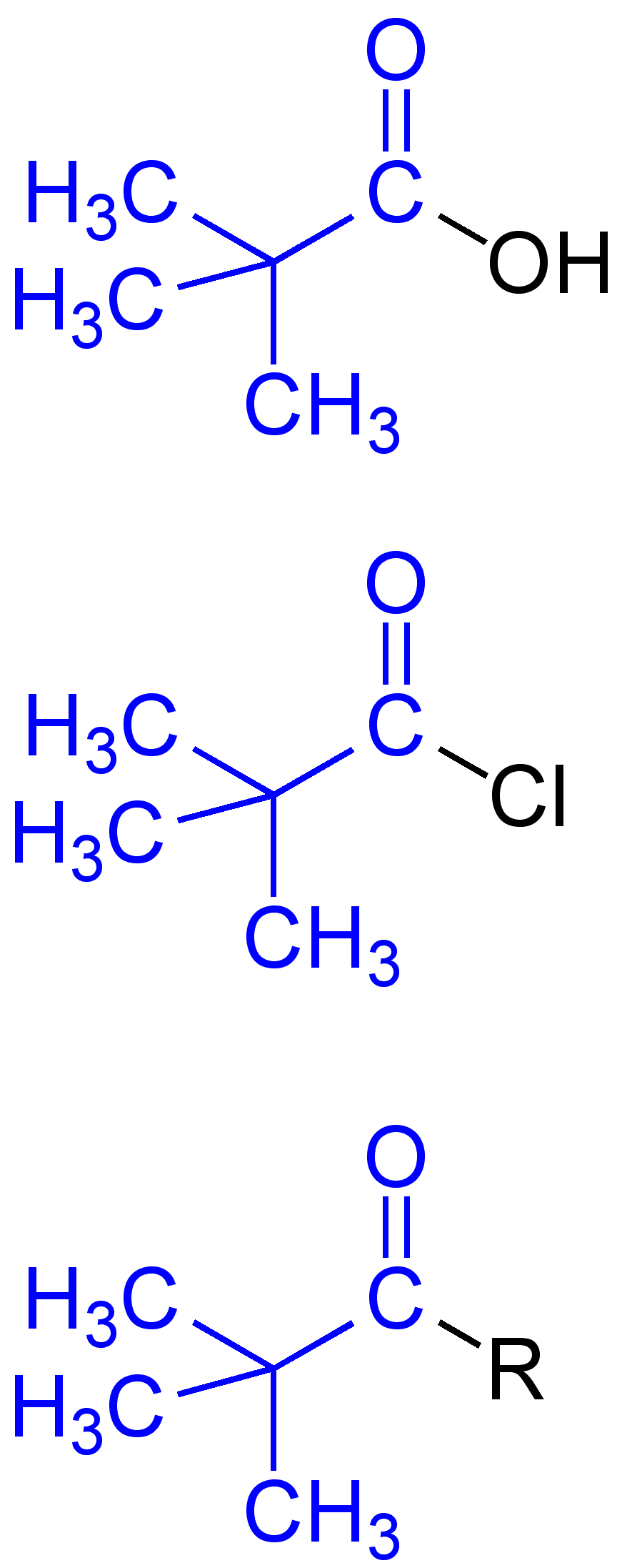
Een aantal structuurformules van pivaloylgroepen: pivalinezuur (boven), pivaloylchloride (midden) en de algemene structuurformule (onder).

De pivaloylgroep is een functionele groep in de organische chemie, waarbij een tert-butylgroep via een carbonylgroep is verbonden met de rest van de organische verbinding. Het behoort tot de acylgroepen. De benaming is afgeleid van pivalinezuur. In de nomenclatuur wordt pivaloyl vaak afgekort tot piv.

## Synthese
Pivalinezuur wordt bereid door een Grignard-reactie van tert-butylmagnesiumbromide met koolstofdioxide, waarna afwerking in verdund zuur plaatsgrijpt:
Uitgaande van pivalinezuur kan het overeenkomstig zuurchloride (pivaloylchloride) bereid worden door reactie met thionylchloride. Dit vormt de uitgangsverbinding om talloze pivaloylverbindingen te bereiden, waaronder esters en amiden.